# Kamieniołom Romanowo

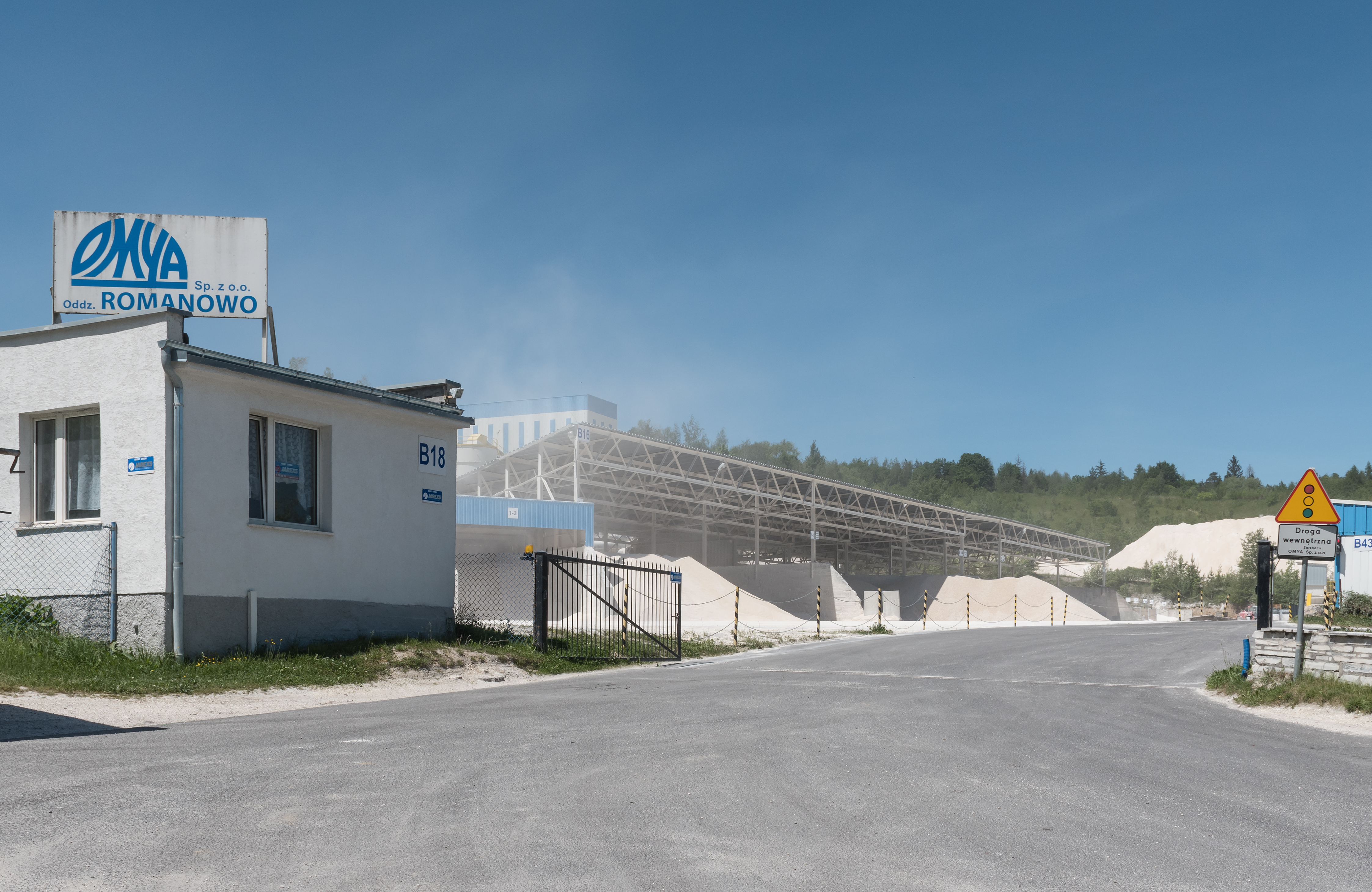
Główne wejście

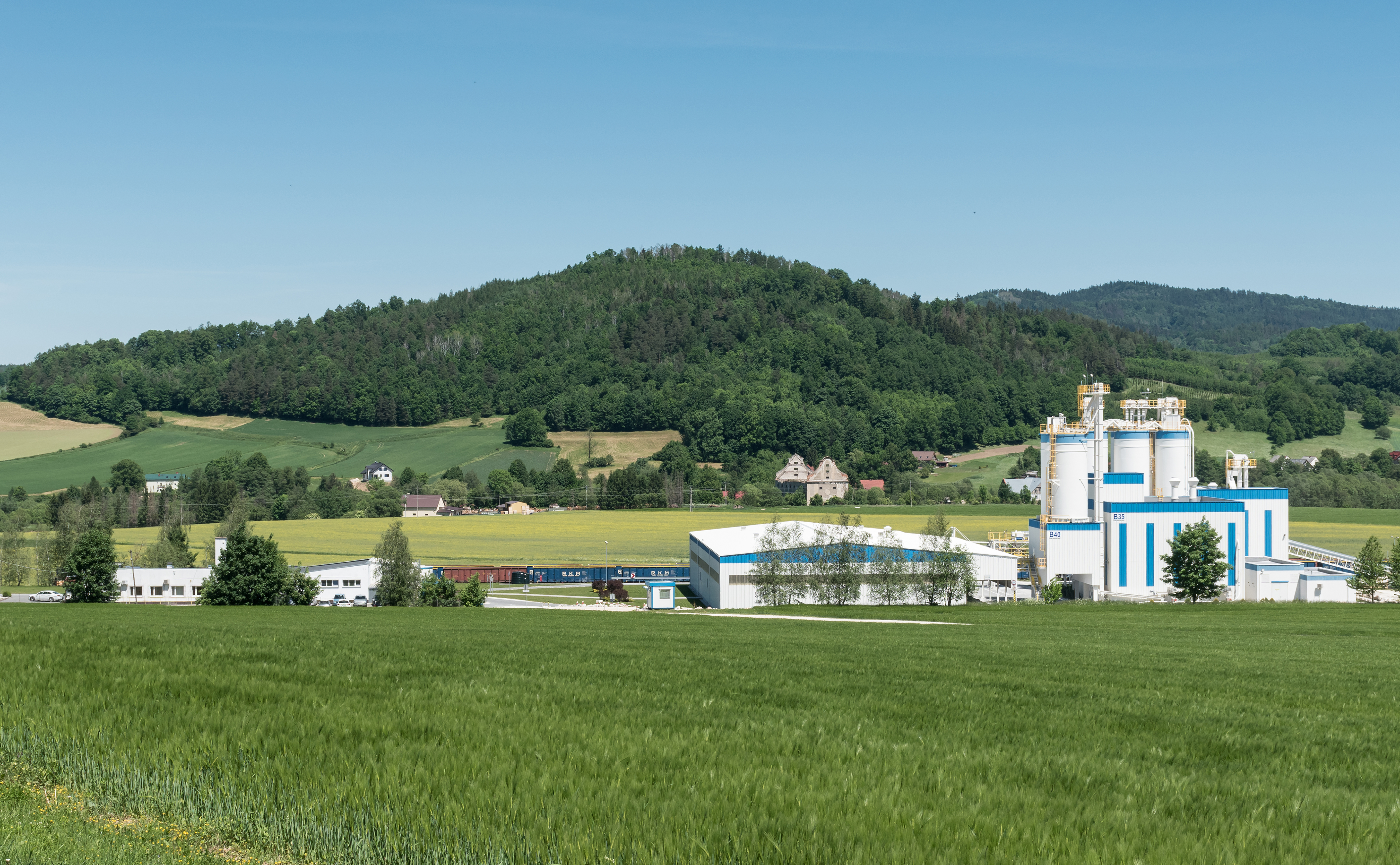
Zakład przerabiający dolomit

Kamieniołom „Romanowo” – kopalnia odkrywkowa marmuru i dolomitu w znajdująca się w miejscowości Romanowo.

## Położenie
Kamieniołom położony jest na wschodnim grzbiecie wzniesienia Rychtarzowej Góry w Sudetach Wschodnich, w środkowo-północnej części małego masywu górskiego Krowiarki należącego do Masywu Śnieżnika, na północny wschód od Przełęczy Romanowskiej, na północno-wschodnich obrzeżach wsi Romanowo, na wysokości poniżej 498 m n.p.m.

## Opis
Kamieniołom „Romanowo” jest to zakład wydobywczy, eksploatujący marmur i  dolomit metodą odkrywkową ze złoża soczewkowego. Romanowskie złoże dolomitowe nie zawiera domieszek metali ciężkich jest najczystsze i największe w Polsce. Zasoby złoża Ołdrzychowice-Romanowo wynoszą 33,5 mln ton. Wydobywany dolomit ma zastosowanie w przemyśle chemicznym, w metalurgii jako topnik, w budownictwie, używany jest również do wyrobu materiałów ognioodpornych. Z najlepszych partii złoża Kamieniołomu Romanowo uzyskuje się surowiec do produkcji dolomitu spożywczego i farmaceutycznego. Z dolomitu o najwyższych parametrach jakościowych produkowane są na Górnym Śląsku tabletki i rozprowadzane jako lek oraz produkowany jest mineralny uzdatniacz wody i ścieków hydrocleanit. Kamieniołom jest największym na ziemi kłodzkiej kamieniołomem marmuru. W 1974 r. podczas robót ziemnych wewnątrz złoża białego marmuru odkryto nieistniejącą obecnie grotę krasową Jaskinię Romanowska Studnia.